# Quale amore
Quale amore è un film del 2006 diretto da Maurizio Sciarra, liberamente ispirato al romanzo di Lev Tolstoj Sonata a Kreutzer. È stato presentato al Locarno Festival, al Tokyo Film Festival e allo Shanghai Film Festival. Gli incassi in sala sono stati di circa 600000 €.

## Trama
In un aeroporto bloccato da una tempesta, Andrea, in viaggio verso gli Stati Uniti d'America dove incontrerà i suoi figli, racconta ad uno sconosciuto compagno di viaggio la sua storia: l'incontro con Antonia, pianista emergente, durante un concerto, le nozze nonostante l'opposizione della madre, la nascita dei tre figli, l'incontro di Antonia con Davide, un violinista, che scatena il dramma. Antonia, che aveva abdicato alla propria carriera artistica per amore, vorrebbe infatti tornare alla sua carriera di concertista. Convinto che la moglie lo tradisca e accecato dalla gelosia, Andrea uccide Antonia.

## Accoglienza
Quale amore è stato accolto con poco entusiasmo dalla critica, ricevendo il punteggio di due stelline da MyMovies e due stelline e mezzo da Morando Morandini. Il film ha avuto una certa attenzione da parte dei media per le scene in cui Vanessa Incontrada si mostra, per la prima volta, a seno nudo.